# Muhammad Rafiq Tarar
Muhammad Rafiq Tarar (in urdu محمد رفیق تارڑ; Mandi Bahauddin, 2 novembre 1929 – Islamabad, 7 marzo 2022) è stato un politico pakistano.
Dal gennaio 1998 al giugno 2001 è stato Presidente del Pakistan.
Dal marzo 1989 all'ottobre 1991 è stato Giudice Capo dell'Alta Corte di Lahore, mentre dal gennaio 1991 al novembre 1994 ha ricoperto il ruolo di Giudice Anziano della Suprema Corte del Pakistan.

## Biografia
Muhammad Rafiq Tarar è nato nel villaggio di Pirkot, nel Ghakhar Mandi, una zona rurale del Gujranwala, a sua volta situato nel Distretto di Punjab, nell'India britannica, il 2 novembre 1929. La sua famiglia apparteneva alla setta islamica Deobandi. Dopo la laurea presso l'Islamyia College, Tarar si iscrisse all'Università del Punjab, dove ha ricevuto il BA in Studi Islamici nel 1949. Tarrar è stato colpito da Syed Ata Ullah Shah Bukhari e ha preso parte a sessioni politiche del Majlis-e-Ahrar-e-Islam, ma stava prendendo ufficialmente parte nell'attivismo della Lega musulmana. Durante gli anni del college, Tarar era un attivista della Lega musulmana e un ammiratore di Jinnah.
Durante l'indipendenza del Pakistan, Tarar eseguì il suo dovere di volontariato come un operatore umanitario in campi allestiti dalla federazione studenti musulmani per emigranti indiani. Tarar si iscrisse poi al Law College dell'Università del Punjab, dove si è laureato con il LLB nel 1951.
Dopo la laurea, si iscrive come Pleader alla Lahore High Court.
Nel 1951, si iscrive come Pleader nell'Alta Corte di Lahore. Si iscrive anche come avvocato presso l'Alta Corte di Lahore nel mese di ottobre 1955. Nel 1960, ha fondato il proprio studio legale a Gujranwala, e superato gli esami bar per essere elevato a giudice nei tribunali distrettuali e giudice della sessione.
Nel 1971, è diventato presidente del Tribunale del Lavoro del Punjab e ha nominato come giudice alla Alta Corte di Lahore nel mese di ottobre 1974 e più tardi divenne il Chief Justice della stessa corte nel 1989. In precedenza, durante i suoi giorni come giudice dell'Alta Corte di Lahore, ha anche servito come membro della Commissione elettorale del Pakistan dove ha rappresentato il Punjab. Nel 1991, Tarar è stato nominato Giudice della Corte Suprema nel gennaio del 1991, ruolo dal quale si è dimesso nel novembre 1994 al compimento dei 65 anni.
Dopo il suo ritiro dalla Magistratura nel marzo 1997, si affilia al partito PML-N. Dopo aver ottenuto il biglietto del partito, è stato eletto senatore nel 1997.